# Forêt nationale de Chapecó
 (avril 2020).
Si vous disposez d'ouvrages ou d'articles de référence ou si vous connaissez des sites web de qualité traitant du thème abordé ici, merci de compléter l'article en donnant les références utiles à sa vérifiabilité et en les liant à la section « Notes et références ».
La forêt nationale de Chapecó (portugais : Floresta Nacional Chapecó) est une forêt nationale brésilienne. Elle se situe dans la région Sud, dans l'État du Santa Catarina.
Le parc fut créé en 1968 et couvre une superficie de 1 606,63 hectares.
Il s'étend sur le territoire des municipalités de Chapecó et Guatambu.